# Golden retriever
El golden retriever es una raza de perro cobrador que se desarrolló alrededor de 1850 en el Reino Unido, concretamente en Escocia. Con sus características de perro cobrador, sabueso, bloodhound y spaniel de agua, es un hábil perro de caza con aptitudes para el rastreo. Posee una disposición amigable y una actitud que lo ha convertido en una de las razas familiares más populares (mediante registro) en los Estados Unidos y en Canadá, el quinto más popular en Australia, y la octava raza más popular en el Reino Unido.

## Historia

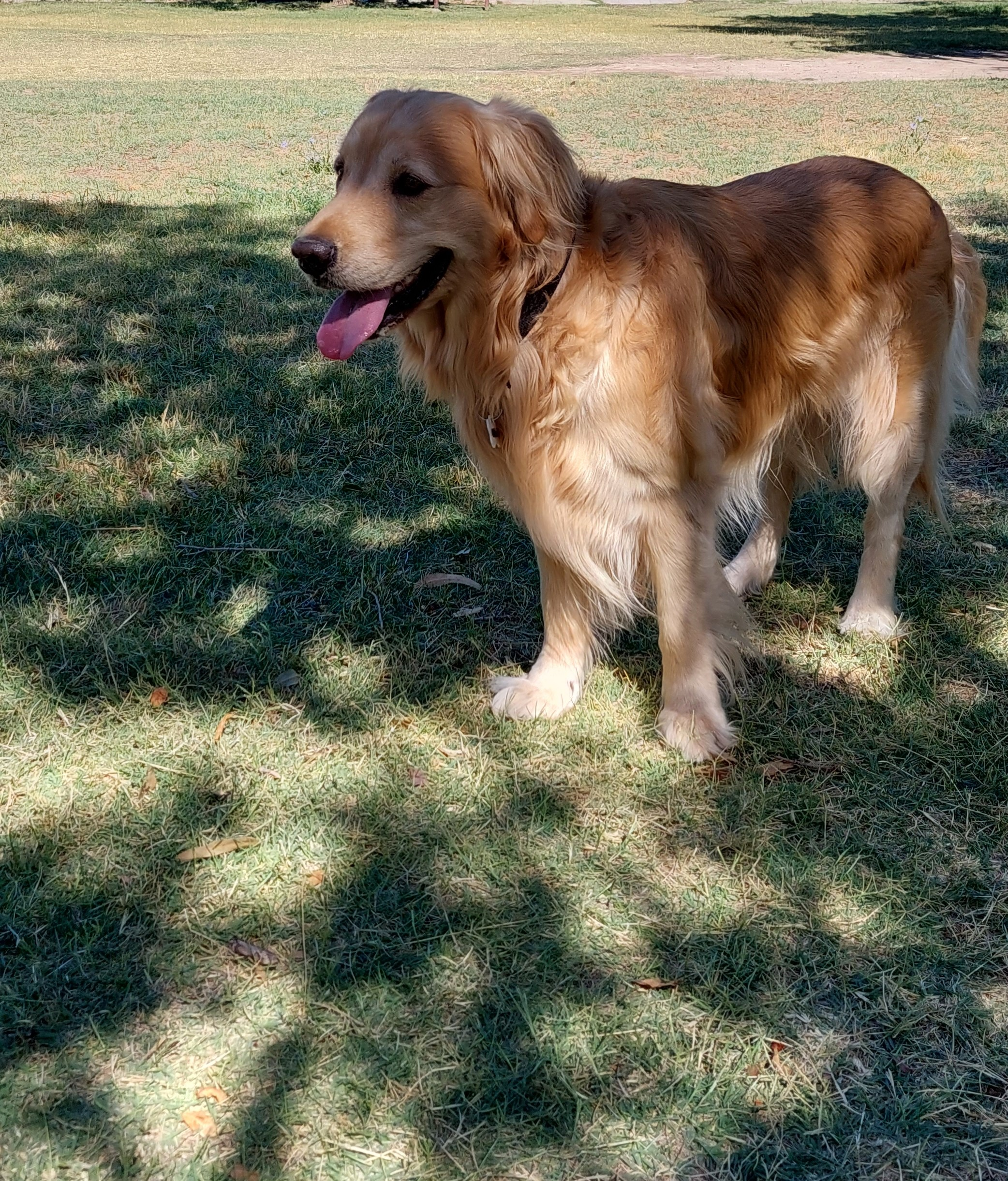
Golden retriever macho. Adulto de 6 años de edad descansando en una plaza.

El golden retriever tiene sus raíces en Escocia. A mediados del siglo XVIII, la caza de aves era muy popular entre los ricos, y se necesitaba un perro que pudiera recogerlas del agua y de la tierra, puesto que el terreno escocés está cubierto por lagos y ríos. Los primeros perros perdigueros se cruzaron con los mejores perros de aguas, dando lugar a la raza de perro, que se conoce como "golden retriever". El perro se crio por primera vez en Guisachan (Escocia) cerca de Glen Affric, en la propiedad de Sir Dudley Marjoribanks —después Barón de Tweedmouth—, de las Tierras Altas escocesas.
Las mejoras en las armas de fuego durante la década de 1800 tuvieron como resultado que un mayor número de aves fuesen derribadas a grandes distancias durante la cacería, en un terreno cada vez más difícil, por lo que aves y presas se perdían en el campo cada vez más. Esto generó la necesidad de un perro especialista cobrador, debido a que el Setter, y otras razas pointer fueron ineficaces durante el entrenamiento para la recuperación de las presas. Es por ello que se comenzó a trabajar en la cría de un perro que desempeñara este papel que tanto hacía falta.
La cruza original fue entre un perro perdiguero de color amarillo, Nous, y una perra Tweed Water spaniel, Belle. La raza de tweed water spaniel está extinta, pero en aquel entonces era común en las áreas fronterizas. En 1868, esta cruza produjo una camada que incluía cuatro cachorros, los cuales se convirtieron en la base de un programa de mejoramiento genético que incluyó al setter irlandés, el bloodhound color arena, el perro de aguas de San Juan o Terranova menor, y dos retriever con pelaje rizado de color negro. Las líneas de sangre fueron endogámicas y seleccionadas con exactitud por Marjoribanks, apegado a su ideal de desarrollar el mejor perro de caza. Su visión incluía un perro más fuerte y poderoso que los retriever previos, uno que fuese gentil y apto para el entrenamiento. Los perros pastores rusos no se mencionan en estos registros, ni ninguna otra raza de perros de trabajo. La ascendencia del Golden es toda de perros de caza, en línea con los objetivos de Marjoribanks. El golden retriever es activo y poderoso, también tiene una «boca blanda» para recuperar la presa mientras dura la cacería.
Durante muchos años, hubo una gran controversia sobre qué razas se utilizaron en un principio para dar origen al golden retriever. En 1952, la publicación de los registros de cría de Marjoribanks —desde 1835 hasta 1890—, disipó el mito relativo a que Tweedmouth se había hecho con sus primeros perros amarillos a partir de la compra de un grupo de perros pastores en un circo ruso. Los registros indicaban que Tweedmouth adquirió a su primer retriever amarillo en Brighton, en 1865, que el perro se llamaba Nous y que procedía de una camada donde el resto de los animales eran retriever, completamente negros, con el pelaje rizado (Curly-Coated Retriever).
La raza fue registrada por el conde de Chichester. «Nous» aparece en fotografías de 1870 como un perro grande, con un pelaje muy ondulado y de un color ni muy claro ni muy oscuro, que se parece mucho al golden retriever actual.

### Reconocimiento

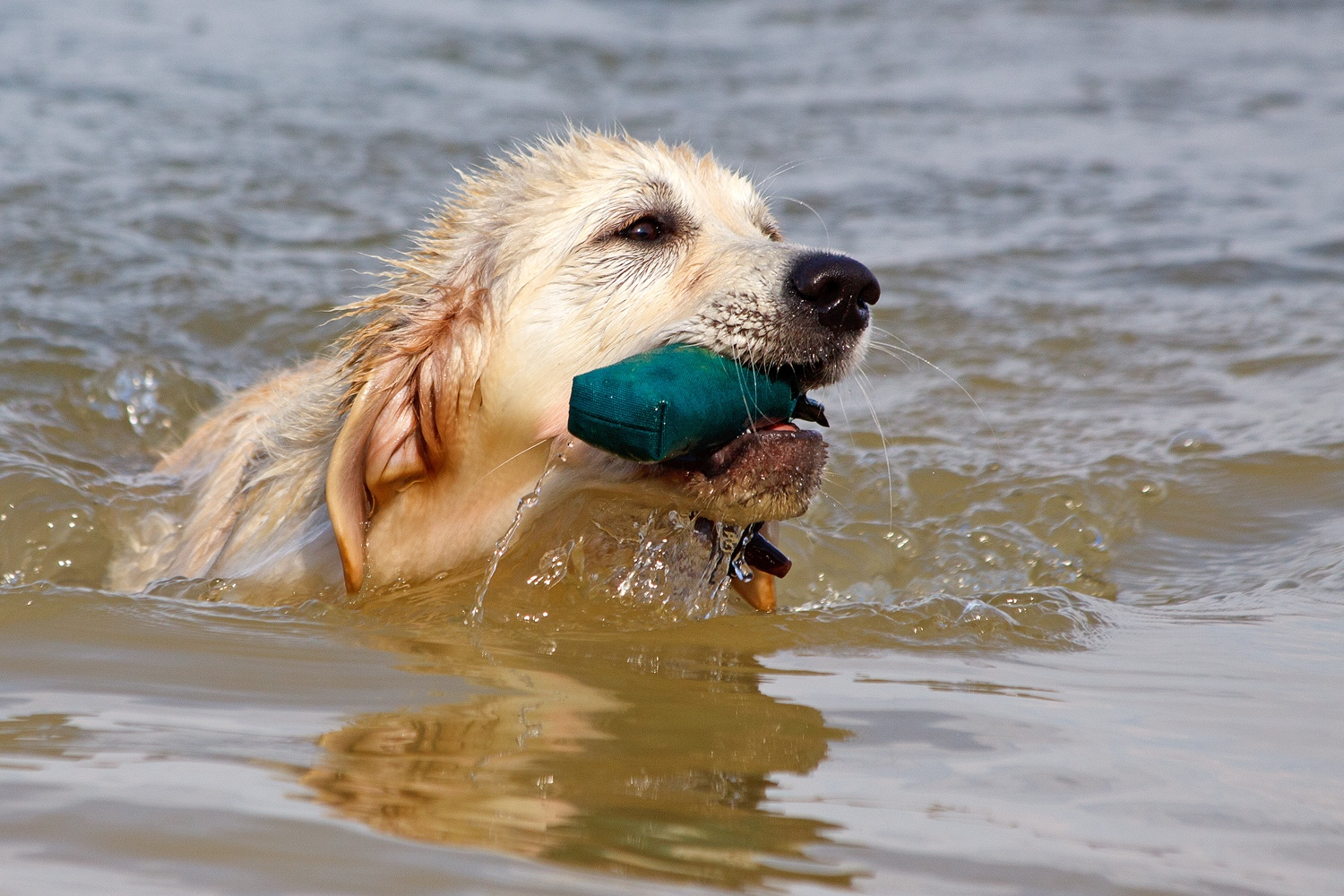
El golden retriever fue concebido para recuperar las presas tanto en el agua como en la tierra.

En 1903, el registro de raza se aceptó por primera vez en el Kennel Club de Reino Unido, como Flat Coats – Golden. Se exhibió por primera vez en 1908, y en 1911 se reconoció como la raza retriever (Golden and Yellow). Harían falta 14 años más para que la raza se reconociera en los Estados Unidos y, en 1925, el American Kennel Club la registró.
En 1938, se fundó el Club del Golden Retriever de América. El Archie Marjoribanks llevó una perra a Canadá en 1881, y la registró con el AKC en 1894 como Lady. Siendo los primeros registros de la raza en estos dos países: La raza se registró por primera vez en Canadá en 1927, y el Club de Golden Retriever de Ontario (GRCO) se formó en 1958.
En julio de 2006, el Club de Golden Retriever de Escocia organizó una reunión de entusiastas en el hogar ancestral de Guisachan House. Para conmemorar la ocasión, Lynn Kipps tomó una fotografía en la que captó 188 perros, por lo que ostenta el récord del mayor número de golden retriever capturados en una imagen.

## Apariencia general

### Tipo británico
Existen algunas variaciones entre los golden retriever de tipo británico, que prevalecen en Europa y Australia, y los del tipo americano; estas diferencias se reflejan en los estándares de la raza. El hocico del perro de tipo británico es más ancho, más corto, y su frente es más cuadrada. Tiene las piernas y la cola más cortas, con un pecho un poco más profundo. Sus características lo hacen generalmente más pesado que el tipo americano. La normativa del  KC inglés exige que el nivel de la espalda y los cuartos traseros sea recta, sin la ligera angulación trasera que se encuentra en las líneas americanas. Los ojos del tipo europeo se destacan por su redondez y por lo oscuros que son, en contraste con la composición triangular o sesgada de sus contrapartes estadounidenses. Un golden retriever de cría británica puede tener un manto de color en cualquier tonalidad de oro o crema, sin embargo, el rojo o el caoba son colores que no se permiten en exhibiciones.
Originalmente, el color crema no era aceptado en las normas de Reino Unido, pero en 1936, el estándar fue revisado para incluir el color crema. Se consideró que esta exclusión fue un error, ya que los retriever originales de color «amarillo» del siglo XIX eran de color más claro que el estándar que aquel tiempo permitía. Al igual que con las líneas americanas, el blanco es un color inaceptable en las exposiciones caninas. El estándar británico o europeo es común en todos los países, con la excepción de los EE. UU. y Canadá. Algunos criadores de este tipo, en los Estados Unidos, pueden importar perros para mejorar la salud y el temperamento señalado en sus líneas de sangre.

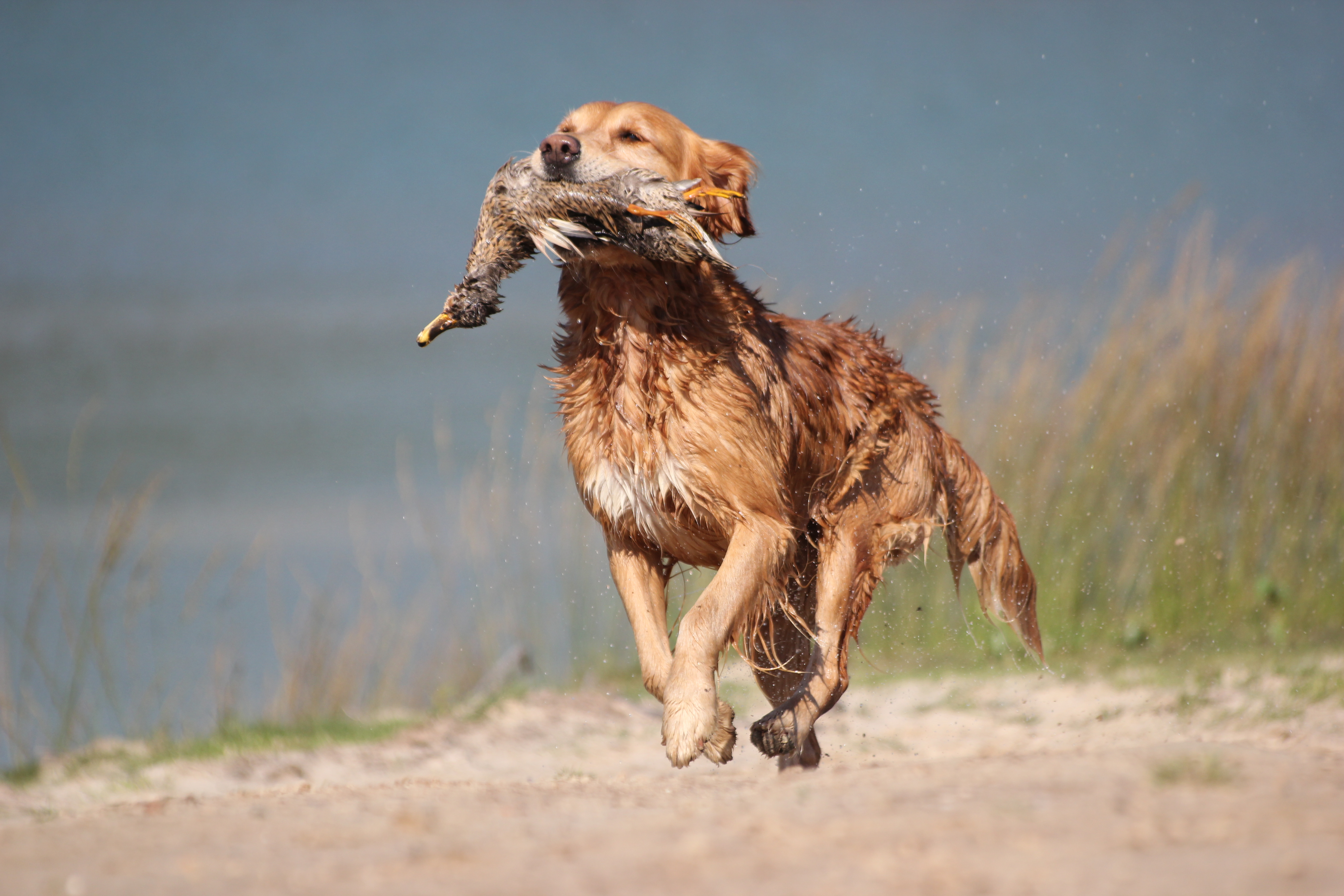
El pelaje no debe ser demasiado largo, ya que podría ser un estorbo cuando tiene que recuperar alguna presa.

### Tipo americano y canadiense
Un ejemplar de tipo americano es más alto y menos fornido que el tipo británico. Un macho debe tener entre 58 y 62 cm de altura a la cruz, y las hembras deben estar entre 53 y 56 cm de altura a la cruz. El pelaje es denso y repelente al agua, en distintos tonos de oro brillante, con flecos moderados.
Al igual que con el golden retriever estadounidense, los perros canadienses suelen ser más altos que sus homólogos británicos. Sin embargo, el golden canadiense difiere en la densidad y el color de su pelaje, el cual es comúnmente menos denso y más oscuro en comparación del golden americano.

### Pelaje y color
Como su nombre lo indica, su pelaje viene en tonalidades de oro claro y oscuro. Su manto se compone de dos tipos de pelo: una capa exterior de pelaje que es resistente al agua y ligeramente ondulada, la cual pelecha en cantidades pequeñas a lo largo del año; y otra capa interna de pelo suave que mantiene al perro fresco en verano y tibio en invierno. La capa interna, por lo general, es corta y pegada al vientre, y muda en la primavera y el otoño. El manto nunca debe ser demasiado largo, ya que esto puede llegar a ser un perjuicio en el campo, sobre todo cuando el perro recupera una presa.
El AKC establece el estándar de color como un «rico y brillante oro en diferentes tonos», rechazando colores que son extremadamente claros u oscuros. El «blanco puro» y «rojo» son colores inaceptables, así como también lo es el color negro. El Kennel Club de Reino Unido acepta el color crema, pero los jueces también pueden rechazar a un ejemplar con una nariz que sea rosa o que carezca de pigmento. Los colores caoba y negro tampoco son aceptados en las exposiciones caninas británicas. Conforme el perro va creciendo, su pelaje puede tornarse más oscuro o más claro, junto con un notable blanqueamiento de pelo alrededor de los belfos.
Los colores muy claros de marfil o muy intensos de rojo —como el del setter—, o marcas blancas en la cabeza, patas o pecho, son inadmisibles en una exposición, pero no tienen ningún efecto en la calidad del perro para el trabajo o como mascota.

## Características

### Temperamento e inteligencia
El temperamento del golden retriever es una característica distintiva, y se describe en la normativa racial como «amable, amigable y confiado». Son buenas mascotas de familia y, particularmente, pueden ser pacientes con los niños, sobre todo si socializan y son entrenados desde cachorros. No son perros de una sola persona, ya que por lo general serán igual de amables con extraños que con aquellos que conocen. Su disposición confiada y amigable les hace ser malos perros guardianes. Cualquier forma de agresión no provocada u hostilidad hacia personas, perros y otros animales, ya sea en el ring o en la comunidad, se considera inaceptable y no está en consonancia con el carácter de la raza. Tampoco suele ser tímido o nervioso. Un golden retriever típico debe ser tranquilo, naturalmente inteligente y dócil.
El perro también es reconocido por su inteligencia. La raza se catalogó en el cuarto lugar —de 131 razas analizadas— en la clasificación de Stanley Coren acerca de la inteligencia de los perros, después del border collie, caniche y pastor alemán, como uno de los perros más inteligentes clasificados según su capacidad de entrenamiento y obediencia al mando.

### Adiestramiento
Son animales activos con un comportamiento paciente, propio de un perro criado para sentarse en silencio durante horas en una cacería. Los ejemplares adultos tienen la habilidad de concentrarse en una tarea dada. Se debe tener cuidado con evitar sobrecargas de trabajo.
Otra de sus características, relacionadas con su herencia de la caza, es que son del tamaño adecuado para entrar dentro y fuera de las embarcaciones. Los Golden son aptos para el entrenamiento —debido a su inteligencia y capacidad atlética— y sobresalen en pruebas de obediencia. También son competitivos en agility y otros eventos de desempeño. Son innecesarios los métodos duros de entrenamiento, puesto que a menudo responden mejor a los estilos de entrenamiento con refuerzo positivo.
Es apreciado por su alto nivel de sociabilidad con las personas y su calma. Debido a esto, se utiliza comúnmente como perro guía, perro de asistencia, perro de ayuda y perro para búsqueda y rescate.

### Cuidado

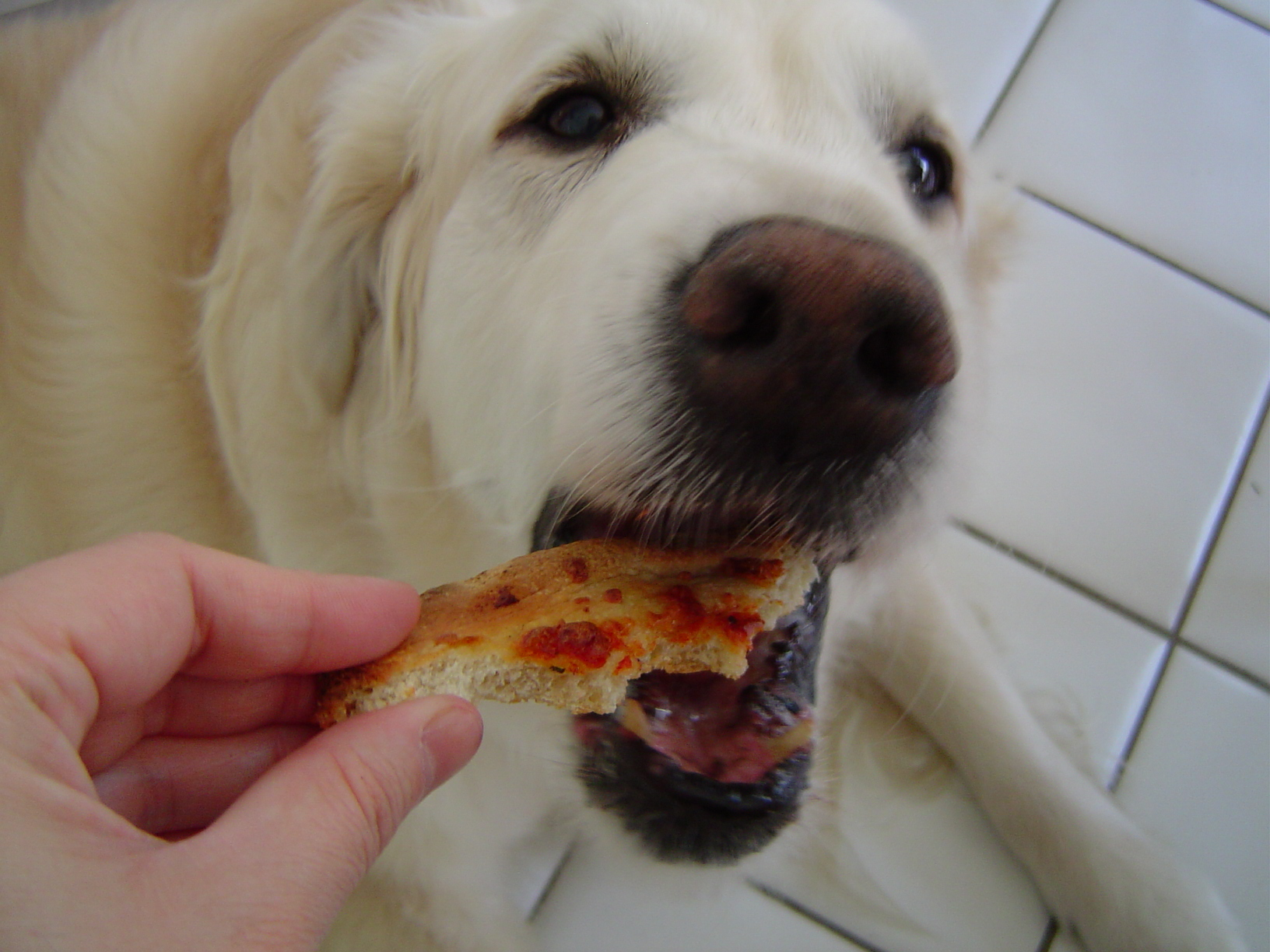
Alimentarlo a todas horas con comida inapropiada favorece el sobrepeso.

Son perros activos, y requieren de una cantidad razonable de ejercicio cada día, aunque las necesidades de ejercicio pueden variar dependiendo del perro y su edad.
Se le debe proporcionar tanto una adecuada socialización temprana, como una actividad física diaria para evitar conductas destructivas —como que al volver se encuentre que ha roto algo para descargar su frustración—. Tiene necesidad de estimulación mental, la cual se provee con entrenamiento y ejercicio, debido a que son buenos atletas y necesitan caminar todos los días, o se convertirán en perros inquietos y ansiosos.
Hay que cepillar su pelaje al menos una vez a la semana —y más frecuentemente durante la muda— para eliminar todo el pelo muerto, haciendo que su manto esté mucho más vistoso y brillante. Se sabe que mudan profusamente el pelo dos veces al año. Graves pérdidas de pelo o parches pueden ser indicativos de estrés o de una enfermedad. También hay que limpiar sus orejas con regularidad, o de otro modo pueden contraer una infección de oído muy fácilmente.

## Salud

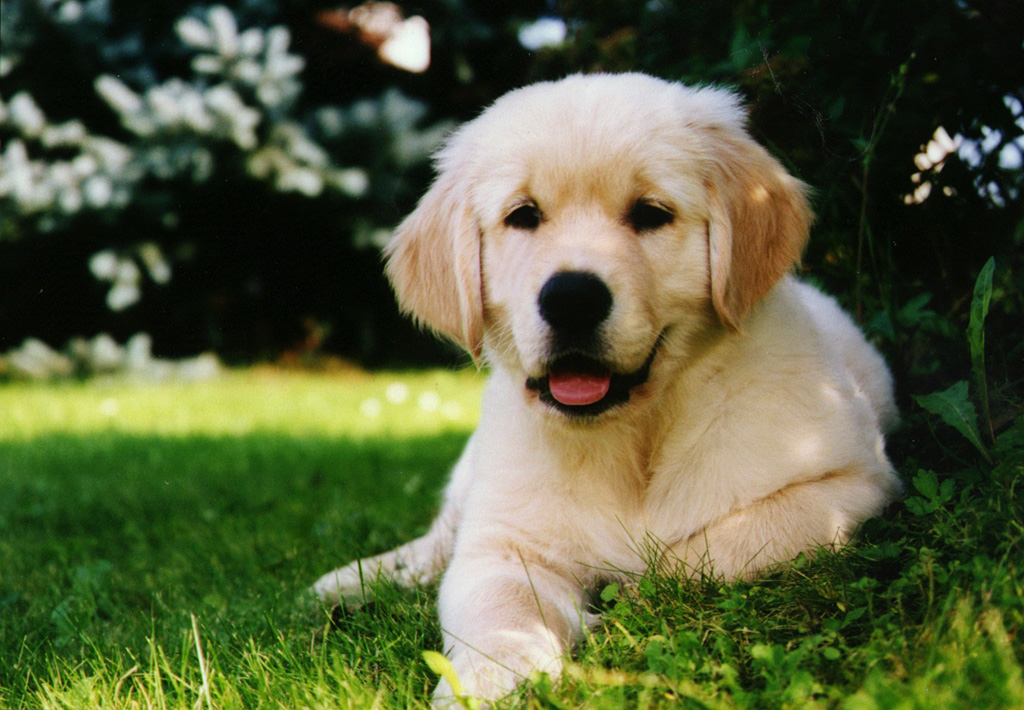
Cachorro de golden retriever de diez semanas.

El promedio de vida de la raza golden retriever, basado en dos encuestas recientes de Reino Unido, es de aproximadamente 12 años.
Debido a que estos animales son susceptibles a enfermedades específicas, un criador responsable minimizará el riesgo de manera proactiva, evaluando de forma profesional la salud de las parejas reproductoras y seleccionando a los perros sobre la base de rasgos complementarios. Además de ello, también se encargará de realizar revisiones veterinarias anuales a sus animales.
Se sabe que padecen de trastornos genéticos y otras enfermedades. La displasia de cadera es común en la raza, por lo que cuando se adquiere un cachorro, lo recomendable es pedirle al criador pruebas de salud de los padres del cachorro, así como cotejar el pedigrí con el Kennel Club del país en donde se viva.
El sobrepeso también es común en la raza. Los cachorros deben consumir alrededor de tres tazas al día y los adultos de tres a cinco tazas, dependiendo del tipo de pienso canino que se utilice, o si son alimentados de forma natural con BARF, las raciones también serán de acuerdo a qué tan activos sean.

### Enfermedades comunes
- Cáncer, siendo el tipo más común hemangiosarcoma, seguido de linfosarcoma, tumor mastocitos y osteosarcoma. Fue la causa de muerte de 61,4% de los golden americanos, según un estudio de salud de 1998 realizado por el Club de Golden Retriever en América, convirtiéndose en el mayor peligro de la raza americana.[25] Mientras que en Europa, un estudio de salud de 2004 hecho por el Kennel Club de Reino Unido, expresa que la muerte por cáncer en la raza de golden británico es de un 38,8%.[24]
- Obesidad o sobrepeso.
- Displasia de cadera y displasia de codo, que afligen al 19,8% de los ejemplares.[26][27]
- Enfermedades de los ojos, incluyendo cataratas —la enfermedad ocular más común en la raza—[26] atrofia progresiva de retina, glaucoma, distiquiasis,[28] entropión,[28] distrofia corneal[28] y displasia retinal.[28]
- Enfermedades del corazón, especialmente estenosis aórtica subvalvular[26] y cardiomiopatía.
- Enfermedades comunes, tales como luxación de rótula, osteocondritis, panosteitis, y la rotura del ligamento cruzado.
- Enfermedades cutáneas, con alergias a picaduras de pulgas, que en particular pueden conducir a dermatitis aguda.[25] Otros incluyen; seborrea, adenitis sebácea, y granuloma por lamido.
- Hemofilia.[29]
- Enfermedad de Lyme, generalmente se nota en las últimas etapas.

## Ejemplares famosos
- Bretagne, perro rescatista de los atentados del 11 de septiembre.[30]
- Diamond, de la película Travesura de Perro.
- Los Buddies, de las películas Snow Buddies, Space Buddies y Air Buddies.
- Cometa, de la serie de televisión Full House.
- Dug, de la película Up.
- Romeo, perro rescatado en el terremoto de Italia central de agosto de 2016.[31]
- Brandon, de la sitcom Punky Brewster. Su nombre real era Lucy. Tras su gran papel en la serie realizó un pequeño papel en otra serie para finalmente acabar siendo adoptado por una familia.
- Bailey, de A Dog's Purpose y A Dog's Journey.
- Enzo, de The Art of Racing in the Rain.